# Star (Alexia)
Star è un singolo di Alexia pubblicato nel 2010.

## La canzone
È il primo singolo promozionale estratto dall'album Stars uscito il 22 giugno.
Il brano, una ballata groove con influenze funk e r'n'b, racconta di quanto sia bella la notorietà di una stella dello spettacolo, tra luci, riflettori e paparazzi. Ma l'artista lancia un messaggio; l'essere famosi non porta a nulla se quello che conta veramente, l'umiltà, l'onestà, la determinazione, non fanno parte della partenza di una carriera artistica.
(da un'intervista del 23 giugno 2010 a TGcom24)
Esce in tutte le radio e network musicali l'11 giugno.

## Il videoclip
Per la canzone è stato girato un videoclip diretto da Serena Corvaglia e Marco Salom in cui dei candidati ad un provino aspettano pazientemente leggendo il loro copione, il momento di essere provinati. Allo stesso tempo la cantante è abbigliata in stile anni cinquanta mentre sfila sotto i riflettori. Ma il messaggio nel videoclip è ancora più chiaro. In realtà questi ragazzi al provino sembrano più che altro degli atomi privi di identità e di individualità, convinti che «la TV conta... è l'unica porta... la tua occasione... non è solo illusione». Ma forse è proprio un'illusione per questo bisogna stare attenti al successo immediato e lavorare sempre cercando di migliorarsi.